# Prunay (Marne)
Prunay ist eine französische Gemeinde mit 1.032 Einwohnern (Stand 1. Januar 2022) im Département Marne in der Region Grand Est (vor 2016 Champagne-Ardenne). Die Gemeinde gehört zum Arrondissement Reims und zum Kanton Reims-8.

## Geographie
Prunay liegt etwa zehn Kilometer ostsüdöstlich des Stadtzentrums von Reims. Umgeben wird Prunay von Nogent-l’Abbesse im Norden, Beine-Nauroy im Norden und Nordosten, Val-de-Vesle im Osten und Südosten, Beaumont-sur-Vesle im Süden, Verzenay im Süden und Südwesten, Sillery im Westen und Südwesten sowie Puisieulx im Westen.
Im Gemeindegebiet liegt ein Haltepunkt an der Bahnstrecke Châlons-en-Champagne–Reims und der Flugplatz Reims-Prunay.

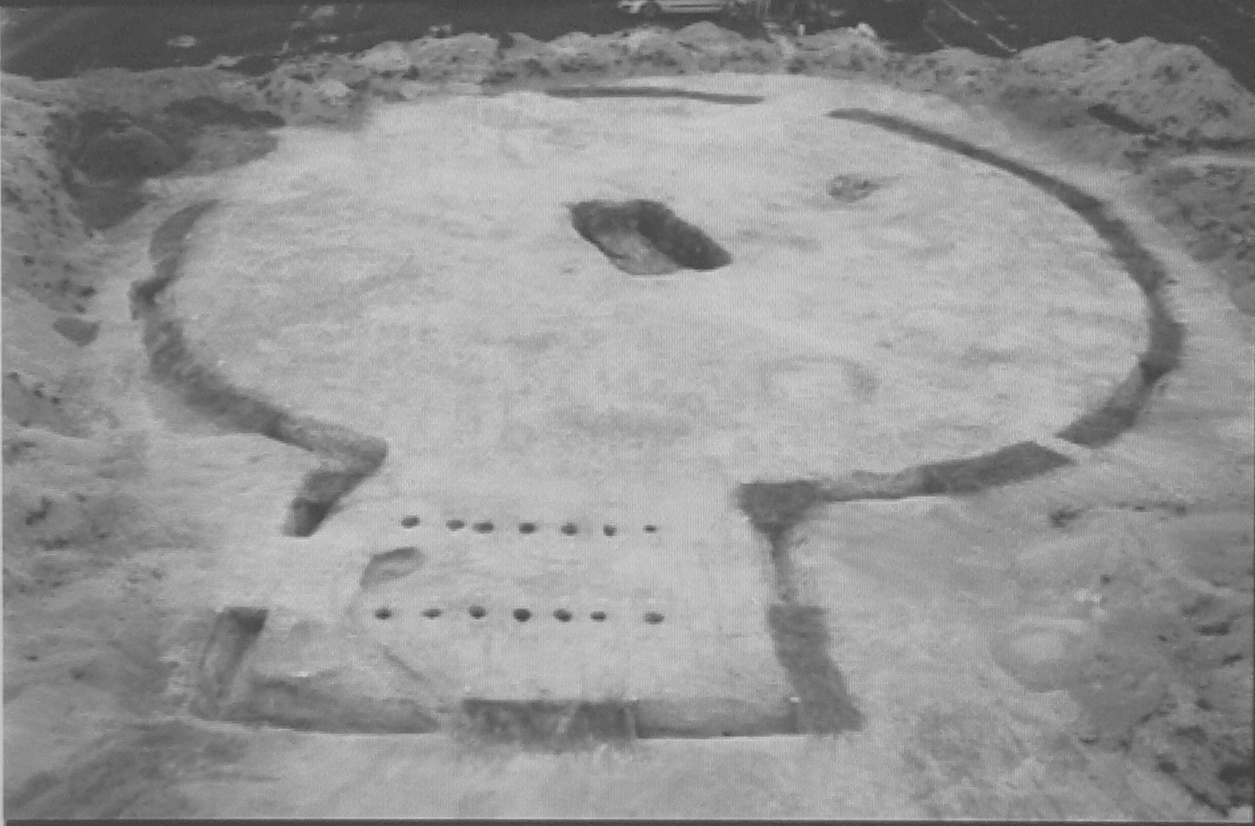
Wagengrab von Prunay

## Bevölkerungsentwicklung
| Jahr                       | 1962 | 1968 | 1975 | 1982 | 1990 | 1999 | 2006 | 2012 | 2018 |
| Einwohner                  | 315  | 381  | 477  | 545  | 716  | 855  | 938  | 1045 | 1030 |
| Quellen: Cassini und INSEE |      |      |      |      |      |      |      |      |      |

## Sehenswürdigkeiten

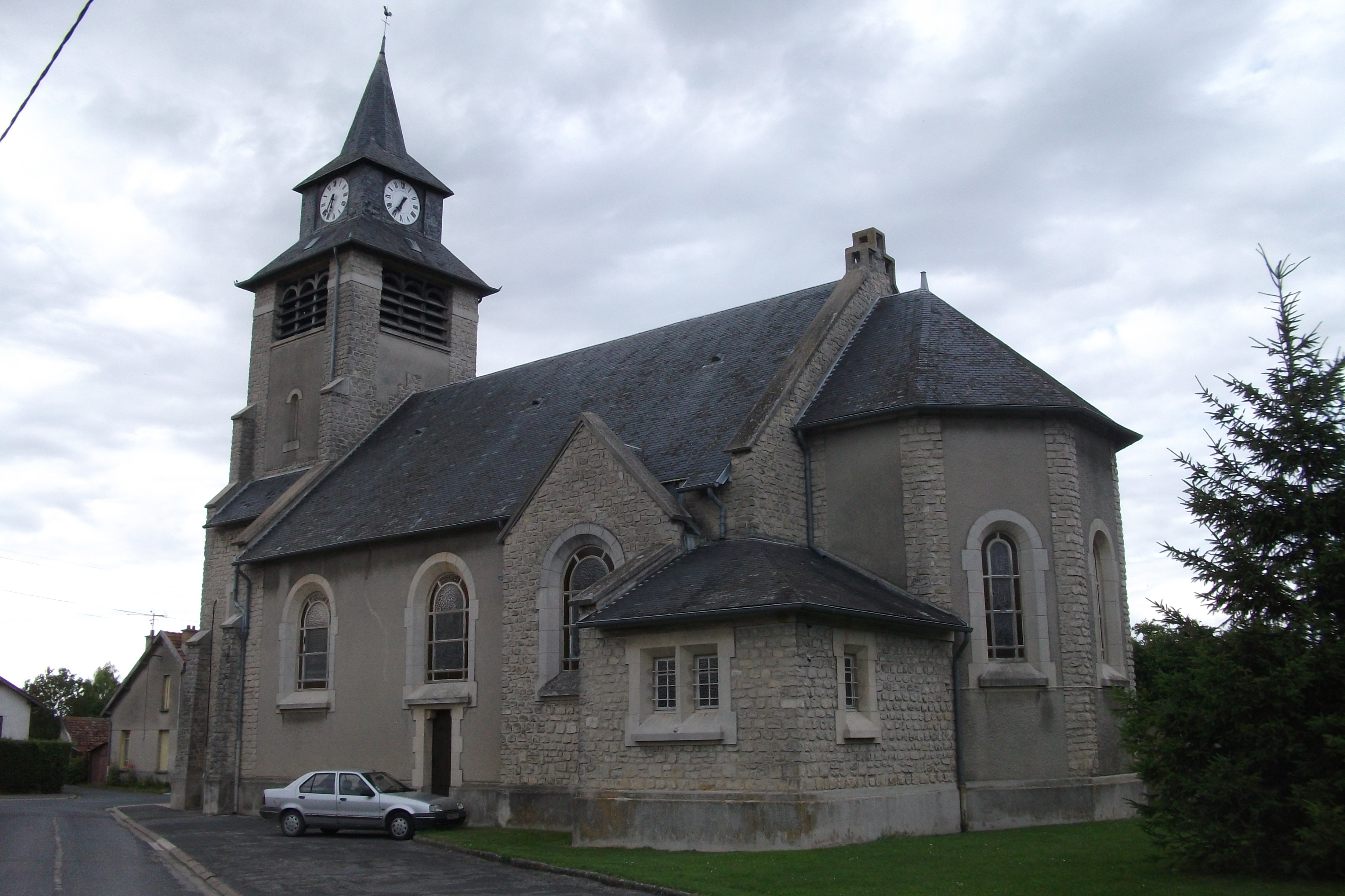
Kirche Saint-Basle

- Kirche Saint-Baslevon 1930